# 西藏川木香
西藏川木香（学名：Dolomiaea wardii）为菊科川木香属下的一个种。

## 扩展阅读
- 維基物種上的相關：西藏川木香